# Alexander Malofeev
Pour les articles homonymes, voir Malofeev.
Alexander Dimitrievich Malofeev ou Alexander Dimitrievich Malofeyev, en russe : Александр Дмитриевич Малофеев, translittération ISO 9 : Aleksandr Dmitrievič Malofeev, né le 21 octobre 2001 à Moscou, est un pianiste concertiste et soliste très précoce de l'école russe.

## Biographie

### Formation
Alexander Malofeev a commencé le piano à l’âge de 5 ans.
En 2014, il obtient son diplôme avec mention de l'école de musique pour enfants Osipova. Après avoir passé des tests, il est admis comme étudiant en 8e année à l'Académie russe de musique Gnessine de Moscou, avec comme unique enseignante Elena Beryozkina, travailleuse culturelle d’honneur de la fédération de Russie. Il est diplômé de cette école qui est l'antichambre du Conservatoire Tchaïkovski et a vu passer par ses classes plusieurs pianistes russes aujourd’hui célèbres, parmi lesquels Ievgueni Kissine et Nikolaï Luganski qui furent eux aussi des prodiges.
Depuis 2019, il est au conservatoire de Moscou, élève de Sergueï Dorenski, titulaire en 1989 du titre d'artiste du peuple de la RSFSR.

### Carrière
Alexander Malofeev a acquis sa réputation internationale lors du 8e Concours international Tchaïkovski pour jeunes musiciens qui s'est tenu à Moscou en 2014. Grâce à sa performance exceptionnelle, il a remporté le 1er prix et la médaille d'or,.
Le 20 août 2014, au 35e Festival international de piano de La Roque d'Anthéron, le public français découvre pour la première fois, la virtuosité et la maturité du jeu de l’adolescent, alors qu'il n'a pas encore 13 ans. Il participe ensuite au Festival classique d'Annecy,.
Alexander Malofeev est également récipiendaire de nombreux autres concours internationaux et prix de festivals,,.

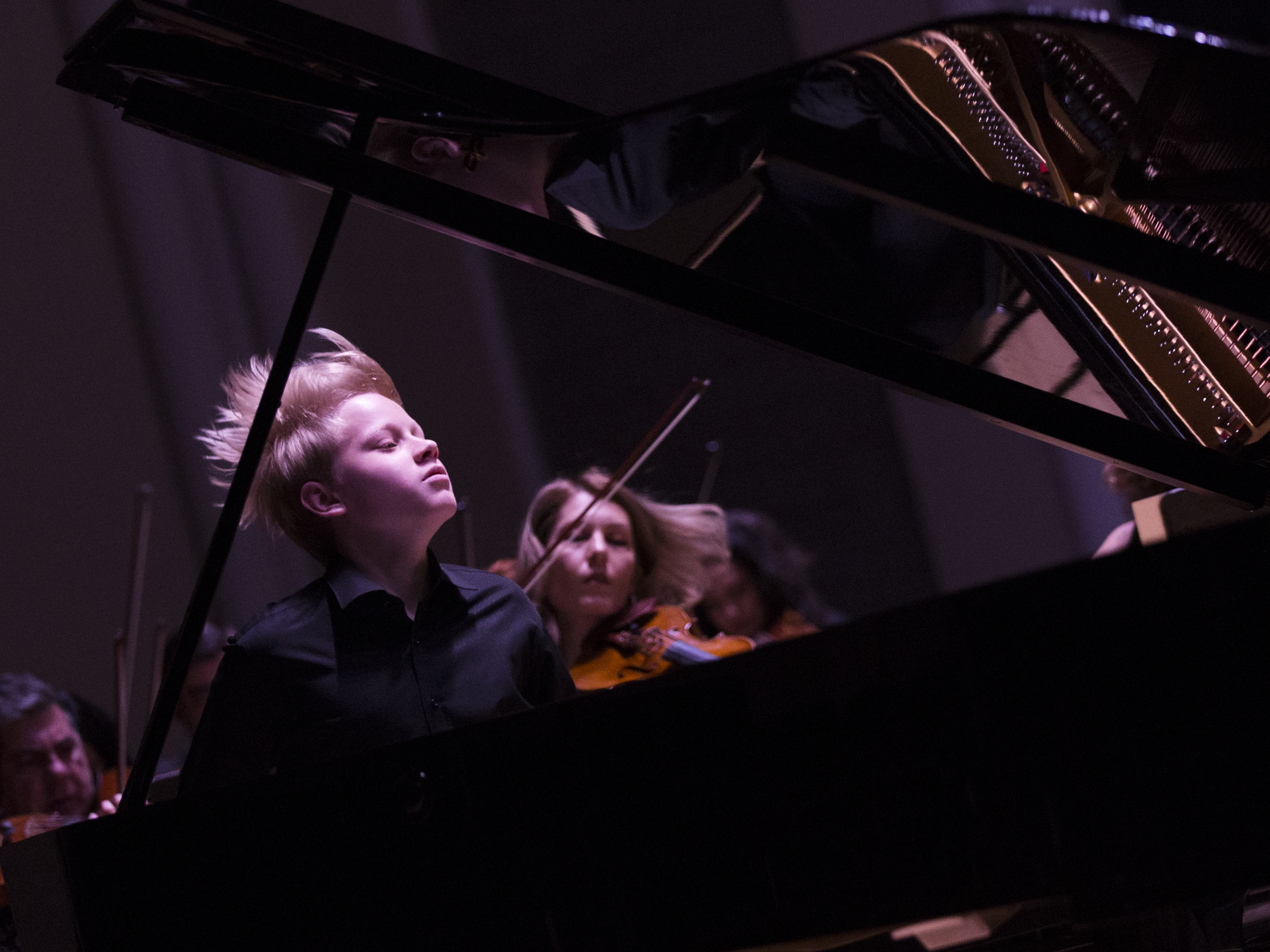
Alexander Malofeev en mai 2017

Lors de l'ouverture du Festival Pianistico Internazionale di Brescia e Bergamo (it) (Festival international de piano de Brescia et Bergame) en avril 2017 en Italie, Alexander Malofeev a reçu le prix « Premio Giovane Talento Musicale dell'anno 2017 » - « Meilleur jeune musicien de 2017 ».
En 2019, il revient en France dans un  programme, récital aux couleurs d’Europe de l’Est (Groupe des cinq, Franz Liszt, Sergueï Prokofiev, Sergueï Rachmaninov, Piotr Ilitch Tchaïkovski) à la Fondation d'entreprise Louis-Vuitton, puis aux accents nordiques (Concerto pour piano de Grieg), lors de La Folle Journée à Nantes.
Le 20 juin 2019, en s'essayant dans la cour des grands, le jeune talent échoue dès le premier tour du 16e Concours international Tchaïkovski,, dont le premier prix piano et le grand prix ont été décernés au pianiste français Alexandre Kantorow,,.
Aux côtés de ses aînés Daniil Trifonov, Denis Matsouiev et Dmitry Masleev, il est « Le » jeune talent russe à suivre.
Malofeev a collaboré comme soliste avec plusieurs orchestres tels que, l'orchestre Mariisnky sous la direction de Valery Gergiev, l'orchestre symphonique Tchaïkovski dirigé par Kazuki Yamada, l'orchestre national philharmonique de Russie sous Vladimir Spivakov et Dmitry Liss.
Le 4 février 2022, il joue le Concerto pour piano no 2 de Rachmaninov à La Folle Journée à Nantes, avec l'orchestre de Pau Pays-de-Béarn, sous la direction de Fayçal Karoui[réf. nécessaire][pertinence contestée].

## Discographie
- Alexander Malofeev's debut ; DVD ; enregistré par le label Master Performers ; Conservatoire de l'Université Griffith, Brisbane - Queensland, Australie ; juin 2016.